# Campionati francesi di sci alpino 1979
I Campionati francesi di sci alpino 1979 si disputarono ad Auron, Isola 2000 e Valberg; furono assegnati i titoli di discesa libera, slalom gigante, slalom speciale, combinata e parallelo, sia maschili sia femminili.

## Risultati
| Specialità      | Uomini                          | Donne           |
| --------------- | ------------------------------- | --------------- |
| Discesa libera  | Pascal Martin Philippe Verneret | Caroline Attia  |
| Slalom gigante  | Philippe Hardy                  | Fabienne Serrat |
| Slalom speciale | Daniel Mougel                   | Perrine Pelen   |
| Combinata       | Patrick Blanc                   | Fabienne Serrat |
| Parallelo       | Michel Vion                     | Fabienne Serrat |